# Nevděk
Nevděk je zaniklý hrad na stejnojmenném vrchu u města Žlutice v Karlovarském kraji. Jeho zbytky jsou chráněny jako kulturní památka. Před polovinou patnáctého století jej založil husitský hejtman Jakoubek z Vřesovic a už během následující století hrad nejspíš zpustl. Dochovaly se z něj především terénní relikty opevnění a nepatrné zbytky zdiva.

## Historie
Nevděk, původně zvaný Nový hrad, nechal vybudovat ve čtyřicátých letech patnáctého století husitský hejtman Jakoubek z Vřesovic, který k jeho stavbě použil materiál získaný zbořením dvora v Semtěši. Jméno Nevděk je poprvé uvedeno v listině z roku 1548. Podle Miloslava Bělohlávka na místě hradu stálo starší opevnění dobyté Karlem IV., ale už August Sedláček prokázal, že zmínky o něm se týkají jiné lokality. Jako pustý byl hrad poprvé uveden v roce 1568, ale je možné, že zcela opuštěn byl až v průběhu sedmnáctého století.

## Stavební podoba

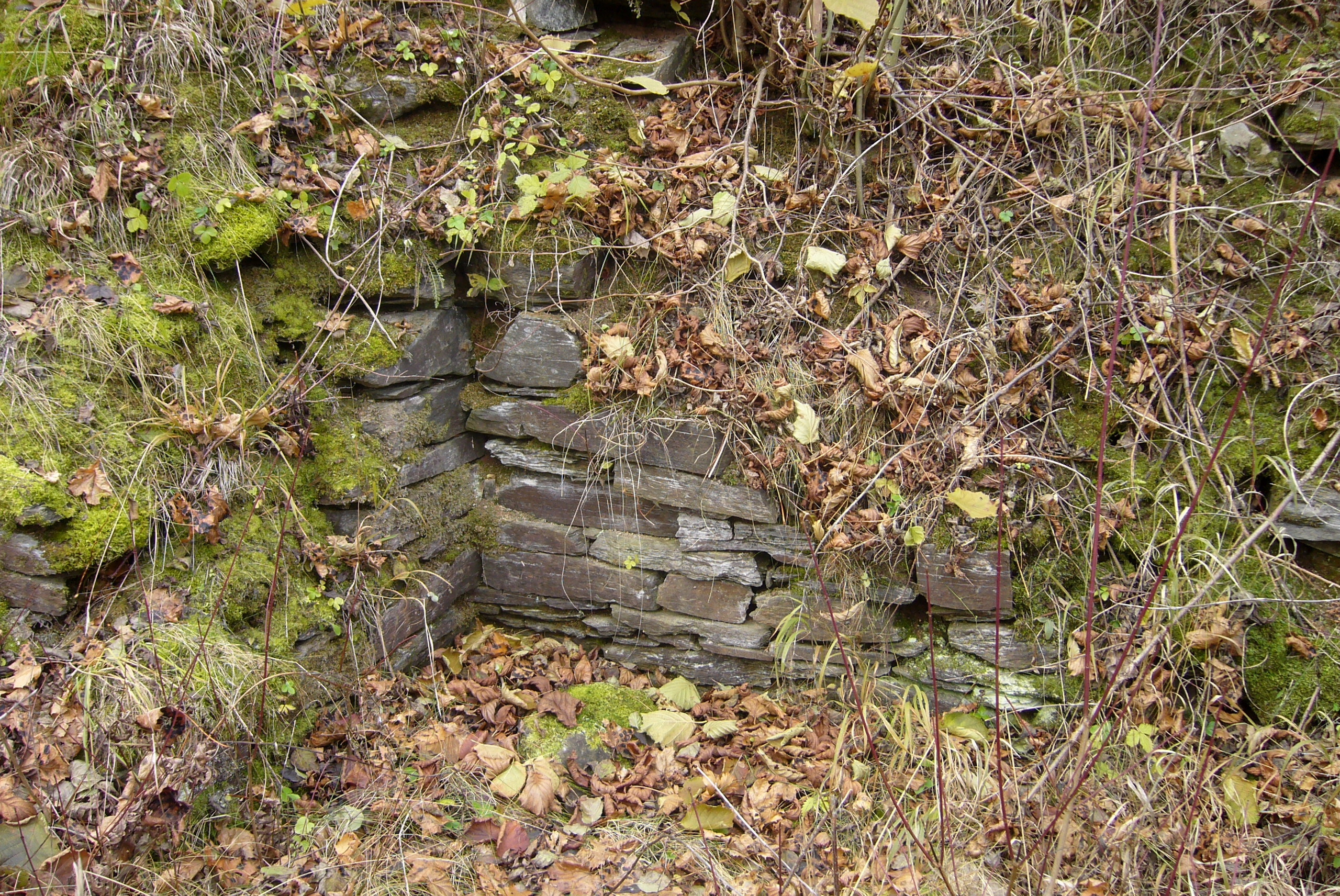
Fragment zdiva vnitřního nároží budovy v hradním jádře

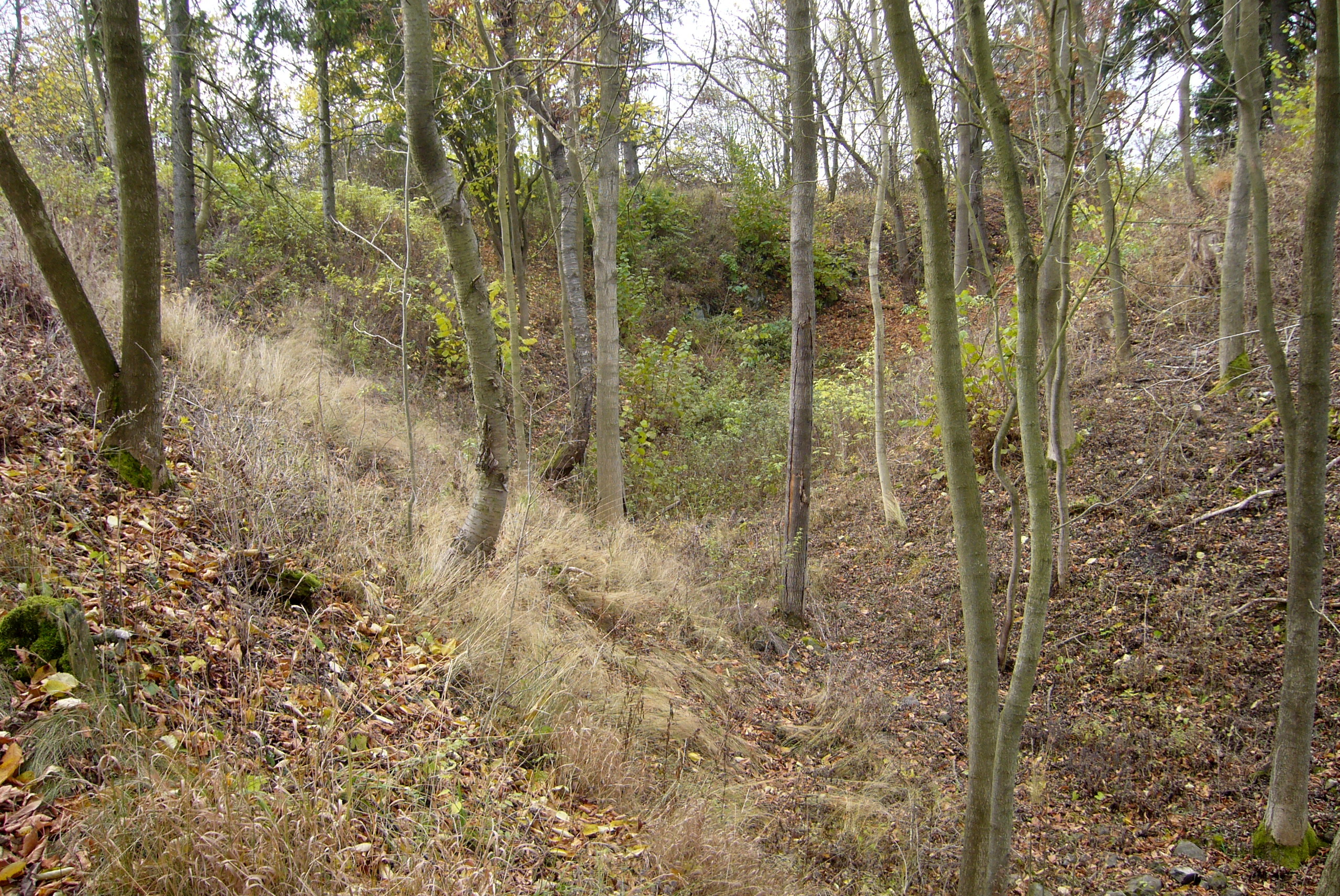
Příkop na východě

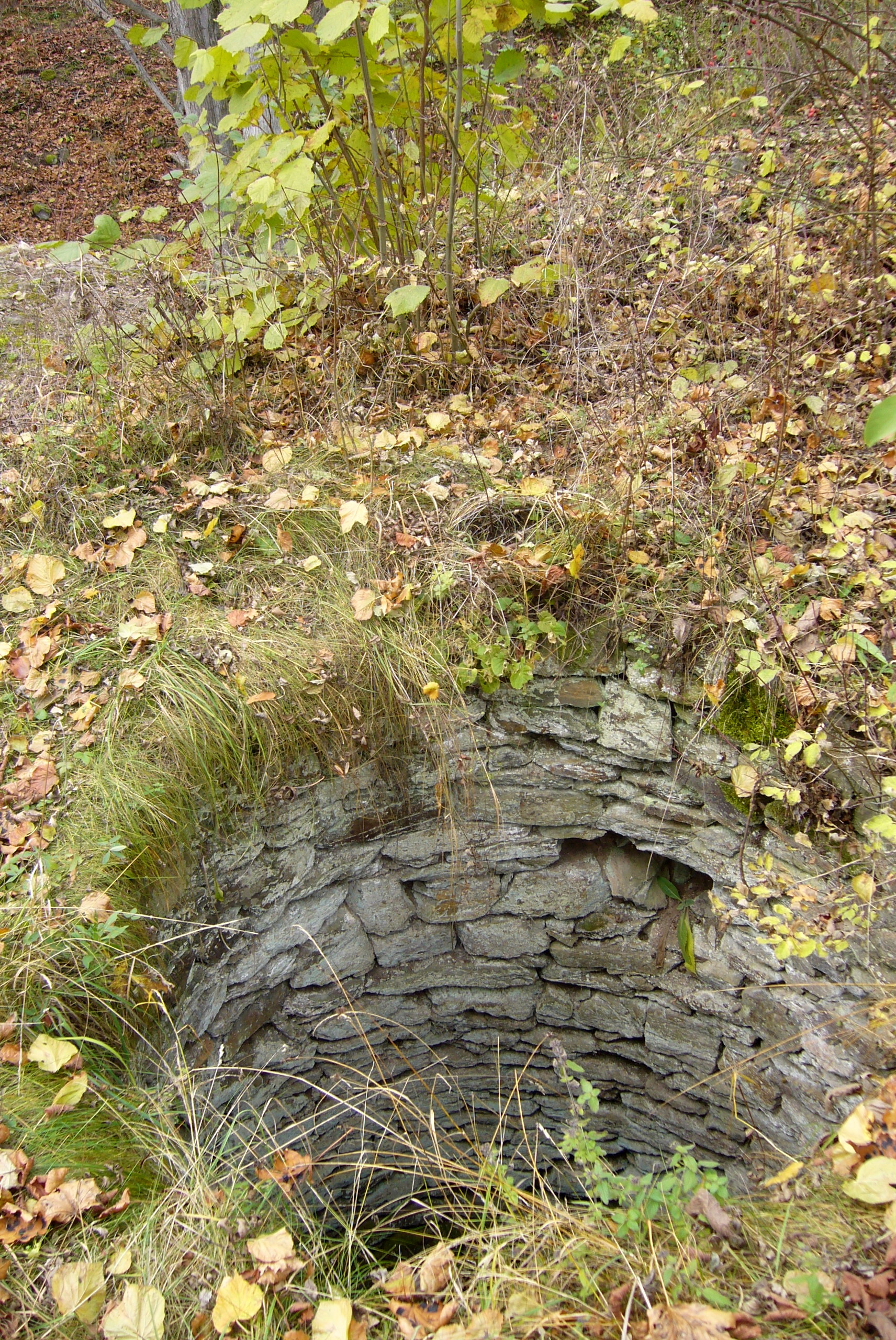
Studna

Hrad vznikl v poloze prakticky neohrozitelné dělostřelbou, a proto sám postrádal (na rozdíl od Mazance založeného ve stejné době) prvky aktivní dělostřelecké obrany. Podle Milana Sýkory však k opevnění hradu patřily další obranné a komunikační části a vnější val poskytoval dostatek prostoru k umístění těžkých palných zbraní.
Přístupovou cestu ke hradu chránila dvojice předsunutých opevnění situovaných jihozápadně a jihovýchodně od hradního jádra. Za nimi cesta ústila do prvního oddílu, prošla podél spojovacího opevnění směrem k západu. Poté se stočila téměř o 180° a po sypané rampě vystoupala na vrchol valu okolo jádra. Odtud vedl most přes příkop a další rampa, která zpřístupňovala čtvrtý oddíl hradu.
Přístup do hradního jádra umožňoval most přes příkop k věžovité bráně. Příkop je pět až šest metrů hluboký a v místě mostu byly ponechány skalní bloky, které sloužily jako opory mostní konstrukce. Jádro mělo přibližně lichoběžníkový půdorys. Jeho dominantou byl rozměrný palác, jehož základy jsou spolu se studnou jedinými patrnými pozůstatky zděných budov. Jádro nechránila hradba, ale pravděpodobně jen zeď z nasucho kladených kamenů, které mohly být spojovány pouze hlínou.
Na rozdíl od jiných hradů postavených během husitských válek je na Nevděku patrná snaha o kvalitní řešení obytné složky hradu. Tomáš Durdík Nevděk srovnával s Jakoubkovým starším hradem Oltáříkem, který ale nebyl založen jako sídelní objekt a plnil především vojenskou funkci.

## Přístup
Pozůstatky hradu jsou volně přístupné. Ze Žlutic k nim vede okružní žlutě značená turistická trasa, ze které u Hradského Dvora odbočuje její pokračování na vrch Vladař.